# Carling

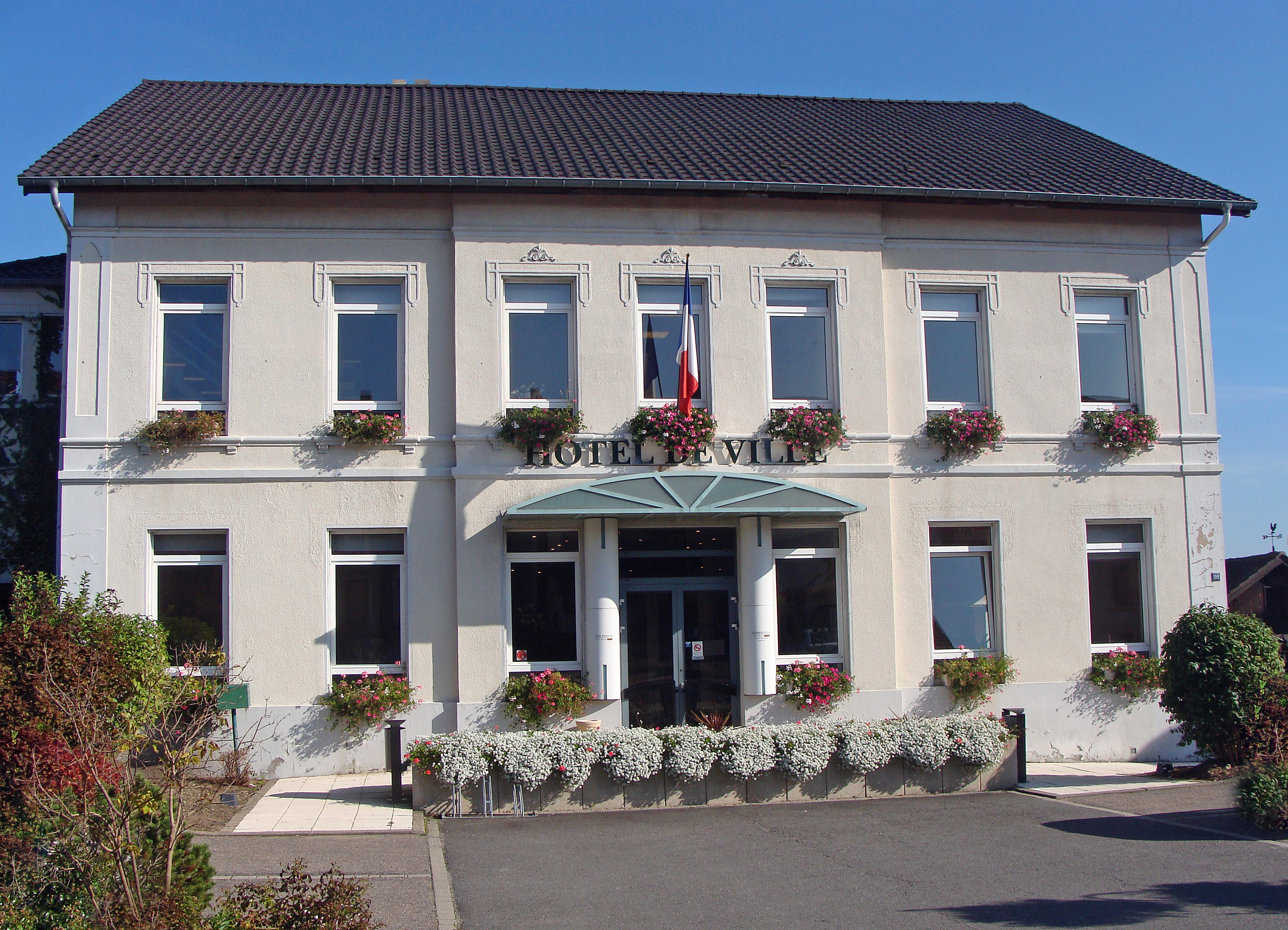
Rathaus (Hôtel de ville)

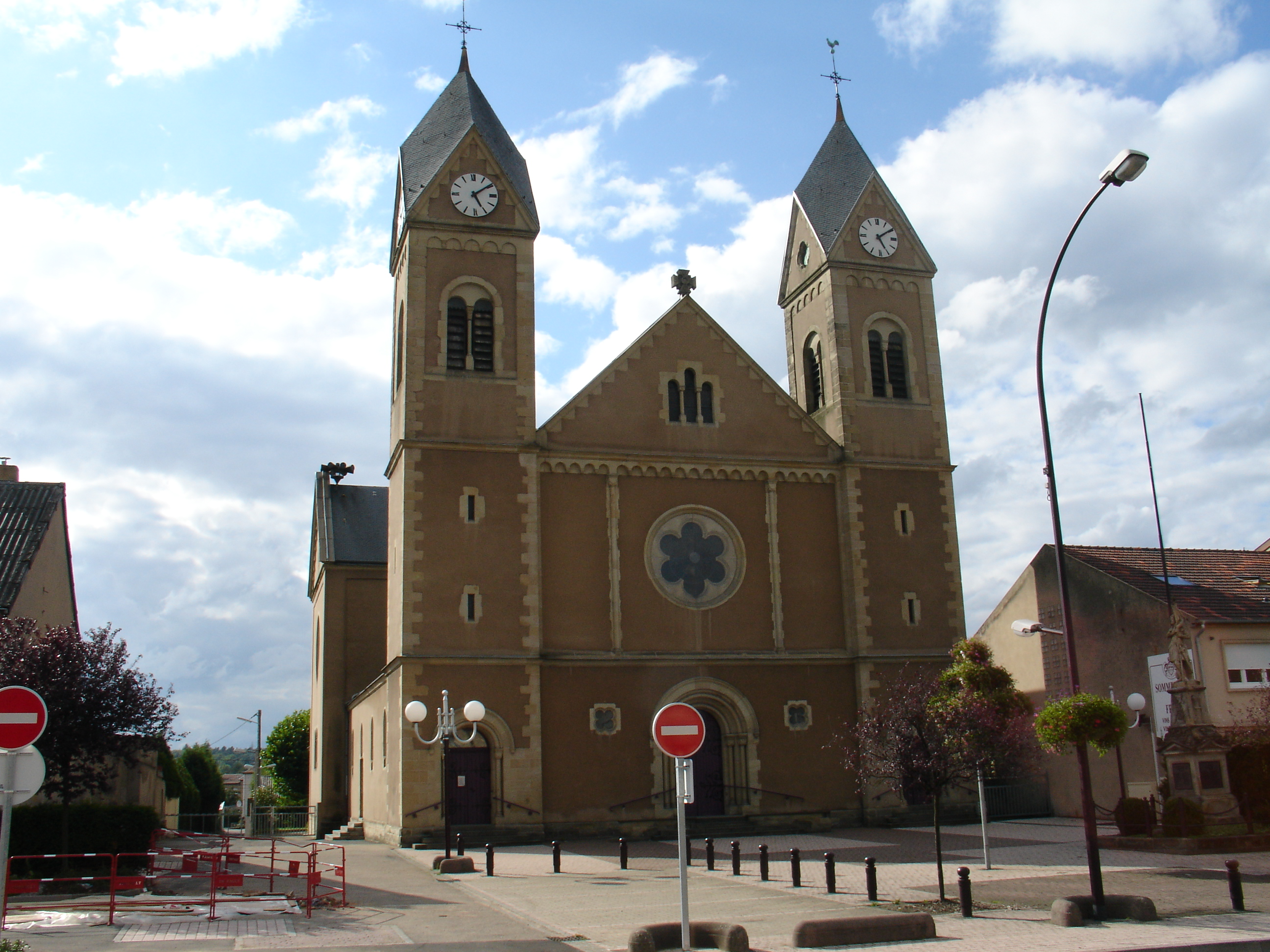
Kirche St. Gérard-Majella

Carling (deutsch Karlingen) ist eine französische Gemeinde mit 3332 Einwohnern (Stand 1. Januar 2022) im Département Moselle in der Region Grand Est (bis 2016 Lothringen). Carling gehört zum Arrondissement Forbach-Boulay-Moselle.

## Geographie
Die Ortschaft liegt in Lothringen an der Grenze zum Saarland, 51 Kilometer ostnordöstlich von Metz,  22 Kilometer südwestlich von Forbach und acht Kilometer nördlich von Saint-Avold (Sankt Avold). Deutscher Nachbarort ist Lauterbach. Der in Geislautern in die Rossel mündende Lauterbach entspringt in Carling.
Der Ort  liegt an der Straße von Saarlouis über Überherrn nach Saint-Avold. Französische Nachbarorte sind Creutzwald (Kreuzwald), Diesen und L’Hôpital (Spittel).

## Geschichte
Das Dorf Karlingen wurde erst 1716 mit Erlaubnis des Grafen Karl-Ludwig von Nassau-Saarbrücken in der Grafschaft Nassau-Saarbrücken gebaut, die, wie das benachbarte Herzogtum Lothringen ebenfalls, zum Heiligen Römischen Reich gehörte. Der Weiler,  der
1728 zwölf und 1756 22 Häuser hatte, wurde nach ihm benannt; 1817 wurde  die Ortschaft als Carling erwähnt.
Nach der Annexion des Herzogtums Lothringen durch das Königreich Frankreich 1766 trat der Saarbrücker Fürst Ludwig das Dorf Karlingen durch einen Nachtragsvertrag vom 1. April 1768 an Frankreich ab, im Tausch für Emmersweiler und Bärendorf. Der französische König Ludwig XV. gliederte Carling der 1767 gegründeten Baronie Überherrn ein. Die Baronie umfasste auch die 1766 von Saarbrücken eingetauschten Ortschaften Wilhelmsbronn, Diesen und einen Teil von L’Hôpital.
Im Jahr 1812 wurden Carling und L’Hôpital unter der Herrschaft Napoleons vereinigt. 25 Jahre später forderte die Bürgerschaft die Auflösung dieses Verbundes, die jedoch erst am 1. April 1894 durch eine Verordnung des Bezirkspräsidenten in Metz erfolgte.
Durch den Frankfurter Frieden vom 10. Mai 1871 kam das Gebiet an das deutsche Reichsland Elsaß-Lothringen, und das Dorf wurde dem Kreis Forbach im Bezirk Lothringen zugeordnet.  Im Jahr 1910 hatte der Ort ein Krankenhaus, eine Besenfabrik, eine Steinkohlengrube, Mühlen  und 1346 Einwohner.
Nach dem Ersten Weltkrieg musste die Region aufgrund der Bestimmungen des Versailler Vertrags 1919 an Frankreich abgetreten werden. Im Zweiten Weltkrieg war das Gebiet von der deutschen Wehrmacht besetzt, und der Ort stand bis 1944 unter deutscher Verwaltung.

### Bevölkerungsentwicklung
| Jahr      | 1962 | 1968 | 1975 | 1982 | 1990 | 1999 | 2007 | 2019 |
| Einwohner | 2567 | 2783 | 2593 | 3422 | 3709 | 3736 | 3724 | 3415 |

## Wirtschaft
Bei Carling befindet sich die Chemieplattform Carling, eine bedeutende petrochemische Industrieansiedlung.